# بنكوي حيدري (مقاطعة فراشبند)
بنكوي حيدري (بالفارسية: بنکوی حیدری) هي قرية تقع في قسم آويز الريفي في إيران. يقدر عدد سكانها بـ 101 نسمة .